# George Stepney
George Stepney (ur. 30 lipca 1663 w Westminster, zm. 15 września 1707 w Chelsea) – brytyjski dyplomata i poeta.
Był synem George’a Stepneya, pazia króla Karola II. Studiował w Trinity College na Uniwersytecie Cambridge . Jego karierę poparł Charles Montagu, 1. hrabia Halifax. Dzięki temu w roku 1692 Stepney został wysłany jako poseł do Brandenburgii, potem reprezentował interesy króla Wilhelma III na wielu dworach niemieckich. W 1693 działał jako poseł w Wiedniu. Na placówkę tę powrócił w roku 1702, skąd w 1706 roku przeniesiono go do Hagi.